# 後漢四分曆
《四分曆》是中国古代曆法，东汉天文学者編訢、李梵編纂，屬於陰陽曆。因太陽年長365又四分之一日被称为四分法。古六曆、战国四分曆、後漢四分曆都采用四分術。
漢章帝元和二年二月四日甲寅（85年）施行。採十九年七閏法，1太陽年={\displaystyle 365{\frac {1}{4}}}日（＝365.25日），1朔望月={\displaystyle 29{\frac {499}{940}}}日（≒29.53086日）。曹魏用到青龍五年二月末（237年），被《景初曆》取代。东吴用到黃武二年（223年），被《乾象曆》取代。蜀汉用到政权灭亡。